# Люботин-Західний
Люботи́н-Зáхідний — проміжна станція 3-го класу Сумської дирекції Південної залізниці Полтавського напрямку між зупинними пунктами Караванна та Пирогове. Розташована у селищі Барчани Харківського району. 
Відстань до станції Харків-Пасажирський — 30,5 км..

## Історія
Відкрита у 1878 році як Станція 29 км. З 1923 року — Совнаркомівська. Станція електрифікована у  2007 році.
З 2016 року носить сучасну назву. Перейменована в рамках декомунізації.

## Пасажирське сполучення
На станції зупиняються всі приміські потяги Полтавського напрямку та деякі пасажирські потяги.

## Галерея

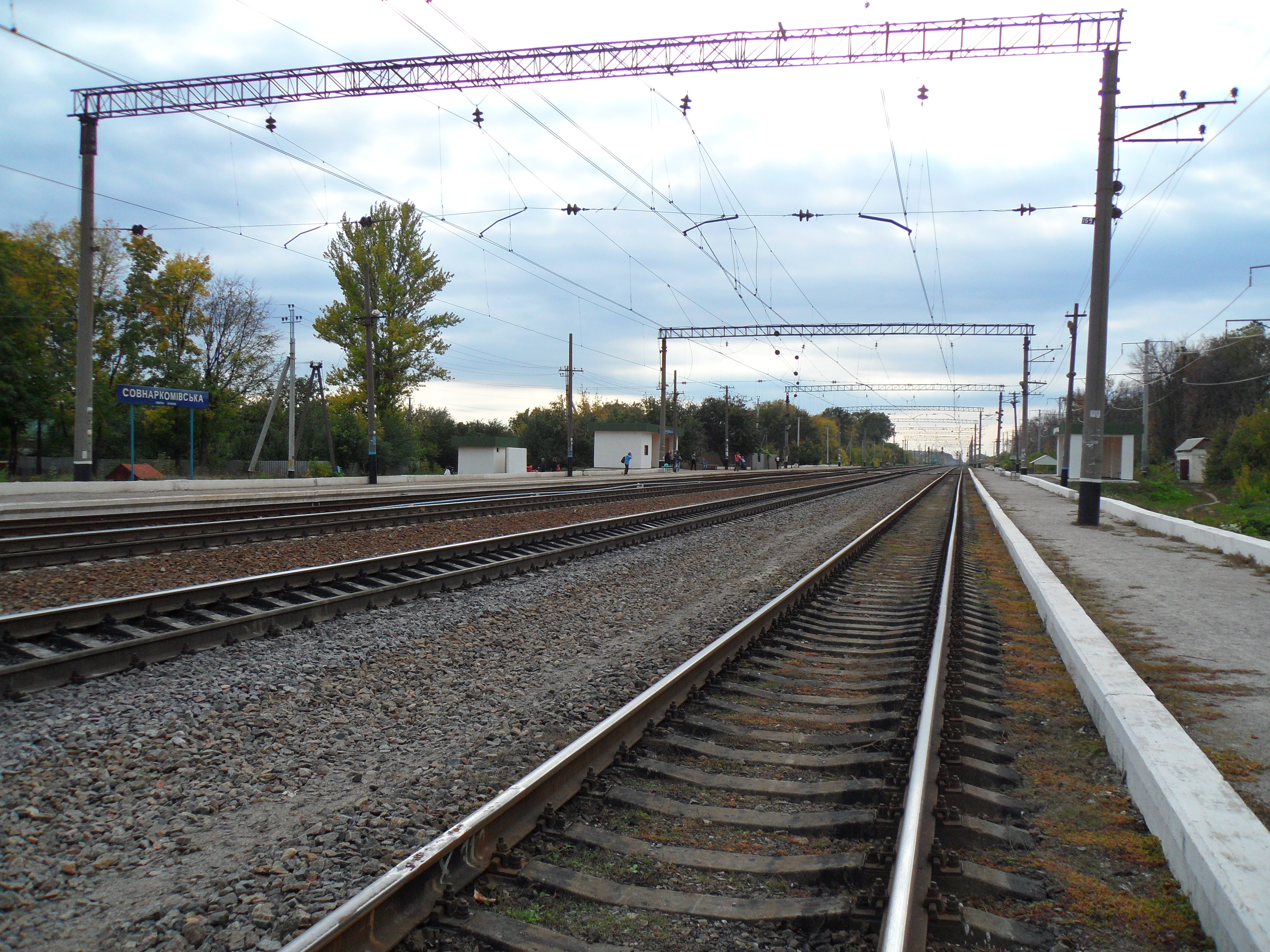
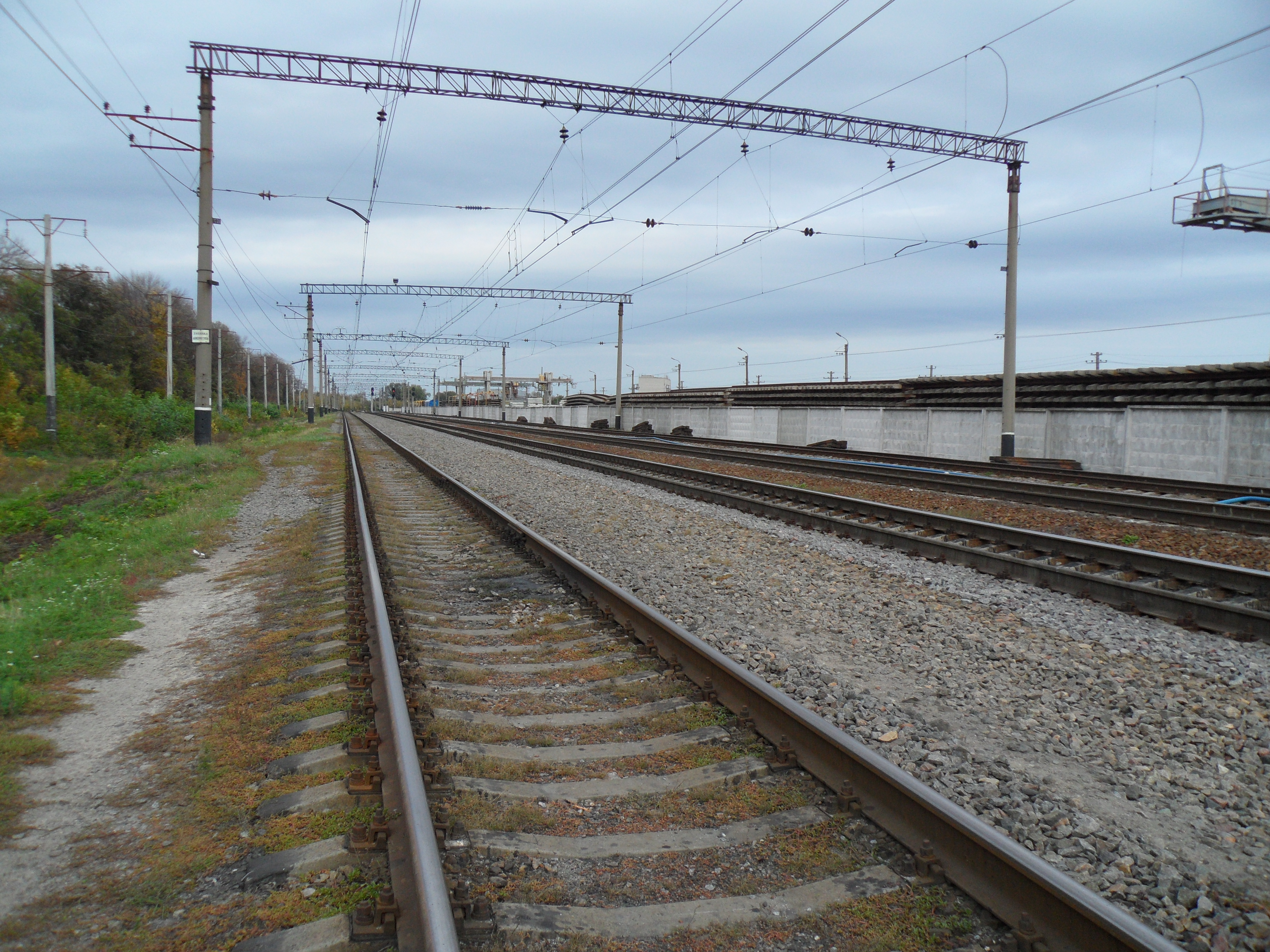